# Spionaggio al vertice
Spionaggio al vertice (Man on a String) è un film statunitense del 1960 diretto da André De Toth.
È un film di spionaggio con Ernest Borgnine, che interpreta la spia sovietica Boris Mitrov, Kerwin Mathews e Colleen Dewhurst. È basato sulle vicende della spia sovietica e membro del Partito Comunista degli Stati Uniti d'America, oltre che produttore per la Paramount, Boris Morros che fece il doppio gioco lavorando anche per l'FBI.

## Trama
In piena guerra fredda, un'agenzia di intelligence governativa statunitense, la CBI, incarica l'agente Frank Sanford di seguire Boris Mitrov, un produttore cinematografico sospettato di essere una spia russa. Anche Helen e Adrian Benson, una ricca coppia americana con una casa a Beverly Hills e uno studio cinematografico, sono simpatizzanti dell'Unione Sovietica e sono in combutta con il colonnello Vadja Kubelov, il migliore uomo del KGB negli Stati Uniti.
L'ufficio di Boris è controllato da microspie messe dal suo assistente, Bob Avery, che lavora per gli americani e questo fa sì che Boris venga colto in flagrante. Una volta scoperto, Boris accetta di fare il doppio gioco per conto della CBI, andando a Berlino con la copertura di girarvi un documentario. Helen, che ha una relazione con Kubelov, sempre grazie a microspie piazzate nella sua villa, viene scoperta ed è costretta a fuggire in Messico insieme al colonnello russo. Nel frattempo, Boris viene mandato a Mosca per portare a termine un nuovo incarico e Avery gli comunica una parola in codice ("Cinerama") da usare per chiedere aiuto nel caso sia trovi in pericolo.
Dopo aver appreso che Adrian, il marito di Helen, intende smascherare pubblicamente Boris e Kubelov, Avery avvisa Boris di tornare in Germania il più presto possibile. Fermato ad un posto di blocco, Boris spara a un agente di polizia e raggiunge sano e salvo Berlino Ovest, dove, però, dovrà lottare per la sua vita con un assassino russo.

## Produzione
Il film, diretto da André De Toth  su una sceneggiatura di John H. Kafka, Virginia Shaler e James P. Cavanagh  con il soggetto di Boris Morros e Charles Samuels, fu prodotto da Louis De Rochemont per la Columbia Pictures Corporation e RD-DR Productions

## Distribuzione
Il film fu distribuito negli Stati Uniti dal 20 maggio 1960 al cinema dalla Columbia Pictures.
Alcune delle uscite internazionali sono state:
- in Germania Ovest il 25 marzo 1960 (Geheimakte M)
- in Austria il giugno 1960 (Geheimakte M)
- in Portogallo il 5 agosto 1960 (Dez Anos na Contra-Espionagem)
- in Danimarca il 29 agosto 1960 (Kontraspion i Moskva)
- in Svezia il 15 ottobre 1960  (Kontraspion i Moskva)
- in Grecia (10 hronia antikataskopos)
- in Finlandia (10 vuotta vastavakoojana)
- nel Regno Unito (Confessions of a Counterspy)
- in Francia (Contre-espionnage)
- in Spagna (Pendiente de un hilo)
- in Norvegia (Spion på slakk line)
- in Italia (Spionaggio al vertice)

## Promozione
Le tagline sono:
- "The biggest top-secret spy story of our time!".
- "A spy story that's tense, tough and true.".